# Мич Ричмонд
Мичел Џејмс Ричмонд III (енгл. Mitchell James Richmond III; Форт Лодердејл, Флорида, 30. јун 1965) бивши је амерички кошаркаш и кошаркашки тренер. Играо је на позицији бека.
На НБА драфту 1988. одабрали су га Голден Стејт вориорси као 5. пика.

## Успеси

### Клупски
- Лос Анђелес лејкерси:
  - НБА (1): 2001/02.

### Репрезентативни
- Олимпијске игре:  1996;  1988.
- Светско првенство:  2014.

- Универзијада:  1987.

### Појединачни
- Најкориснији играч Светско првенства (1): 2014.
- НБА Ол-стар меч (6): 1993, 1994, 1995, 1996, 1997, 1998.
- Најкориснији играч НБА Ол-стар меча (1): 1995.
- Идеални тим НБА — друга постава (3): 1993/94, 1994/95, 1996/97.
- Идеални тим НБА — трећа постава (2): 1995/96, 1997/98.
- НБА новајлија године: 1988/89.
- Идеални тим новајлија НБА — прва постава: 1988/89.